# Xã Ontario, Quận Ramsey, Bắc Dakota
Xã Ontario (tiếng Anh: Ontario Township) là một xã thuộc quận Ramsey, tiểu bang Bắc Dakota, Hoa Kỳ. Năm 2010, dân số của xã này là 72 người.